# Bankgiroloterij-Batavus/2001
Deze pagina geeft een overzicht van de wielerploeg Bankgiroloterij-Batavus in 2001.

## Algemeen
Sponsors: Batavus (fietsen), BankGiro Loterij (Nederlandse loterij)
Ploegmanager: Piet Hoekstra
Ploegleiders: Arend Scheppink, Johan Capiot
Fietsen: Batavus

## Renners
| Naam              | Geboortedatum | Nationaliteit | Ploeg 2000           |
| ----------------- | ------------- | ------------- | -------------------- |
| Steven De Neef    | 16-01-1971    | België        | Flanders-Prefektex   |
| Tom Desmet        | 29-11-1969    | België        | Tonissteiner-Colnago |
| Bert Hiemstra     | 09-08-1973    | Nederland     | Cologne              |
| Rudie Kemna       | 05-10-1967    | Nederland     |                      |
| Wim Omloop        | 05-10-1971    | België        |                      |
| Rik Reinerink     | 21-05-1973    | Nederland     |                      |
| Bram Schmitz      | 23-04-1977    | Nederland     | Farm Frites          |
| Corey Sweet       | 25-11-1976    | Australië     | Hohenfelder-Concorde |
| Remco van der Ven | 24-06-1975    | Nederland     | Farm Frites          |
| Stefan van Dijk   | 22-01-1976    | Nederland     | Cologne              |
| Martin van Steen  | 08-11-1969    | Nederland     | Farm Frites          |
| Jan van Velzen    | 07-12-1975    | Nederland     |                      |
| Bart Voskamp      | 06-06-1968    | Nederland     | Team Polti           |
| Pieter Vries      | 25-06-1975    | Nederland     | Farm Frites          |

## Belangrijke overwinningen
| Omloop van het Waasland winnaar: Martin van Steen GP Herning winnaar: Rudie Kemna Koers van de Olympische Solidariteit 2e etappe: Stefan van Dijk 3e etappe: Rudie Kemna 4e etappe: Stefan van Dijk Nederlands kampioenschap wielrennen op de weg, tijdrit winnaar: Bart Voskamp Ronde van Nederland 1e etappe: Stefan van Dijk Ster Elektrotoer 2e etappe: Bart Voskamp 4e etappe: Bart Voskamp 5e etappe: Bert Hiemstra 6e etappe: Rudie Kemna Circuit Franco-Belge 2e etappe: Bart Voskamp GP Wielerrevue winnaar: Bert Hiemstra Ronde van Noord-Holland winnaar: Stefan van Dijk |

Mannen: 1999 · 2000 · 2001 · 2002 · 2003 · 2004 · 2005 · 2006 · 2007 · 2008 · 2009 · 2010 · 2011 · 2012 · 2013 · 2014 · 2015 · 2016 · 2017 · 2018 · 2019 · 2020 · 2021 · 2022 · 2023 · 2024 · 2025
Vrouwen: 2011 · 2012 · 2013 · 2014 · 2015 · 2016 · 2017 · 2018 · 2019 · 2020 · 2021 · 2022 · 2023 · 2024 · 2025